# Cámara de la Federación
La Cámara de la Federación (en amhárico ቤት ምክር ቤት Yefedereshn Mekir Bet) es la cámara alta de la Asamblea Parlamentaria Federal de Etiopía. Está constituida por 112 miembros. 
Cada nación, nacionalidad y pueblo se encuentra representado por al menos un miembro de la cámara. A su vez, cada nación o nacionalidad posee un representante adicional por cada millón de habitantes, de acuerdo con el Artículo 61ː2 de la Constitución. 
Los miembros son elegidos por los Consejos de Estado. Los cuales, pueden elegirlos o convocar elecciones para que sean elegidos mediante el sufragio universal.  

## Comités
La Cámara de la Federación posee dos comités y un Consejo de Investigación Constitucional. Cada comité se compone de quince miembros, incluido un presidente. Los dos comités sonː Asuntos Regionales y Constitucionales y el Subsidio Presupuestario y Asuntos de Ingresos. 

### Comité de Asuntos Regionales y Constitucionales
El Comité de Asuntos de Estado es responsable de tomar medidas que promuevan la unidad de los pueblos. Además gestiona la implementación de los derechos de las nacionalidades que se encuentran bajo la jurisdicción de la cámara. Con la aprobación del presidente de la cámara, se crean comités para resolver disputas que se producen entre los estados y que no pudieron llegar a un acuerdo a nivel estatal. Es deber del comité presentar un informe a la Cámara para la intervención federal si cualquier estado, en violación de la Constitución, pone en peligro el orden constitucional. 

### Comité de Subsidio Presupuestario y Asuntos de Ingresos
El deber del comité es dar recomendaciones para determinar la división de los ingresos derivados de fuentes fiscales federales y estatales conjuntas. El comité realiza una revisión exhaustiva y presenta un informe en los casos en que surgen problemas conflictivos en la división de ingresos. En consulta con los oradores de la Cámara, se nombra un comité para redactar el presupuesto de la misma y realiza un seguimiento. 

## Presidentes de la Cámara de Federación
| Titular           | Mandato               | Mandato               | Referencias |
| Titular           | Inicio                | Fin                   | Referencias |
| ----------------- | --------------------- | --------------------- | ----------- |
| Almaz Meko        | 1995                  | Agosto de 2001        | [ 1 ]       |
| Mulatu Teshome    | 10 de octubre de 2002 | 10 de octubre de 2005 | [ 2 ]       |
| Degefe Bula       | 10 de octubre de 2005 | 2010                  | [ 3 ]       |
| Kassa Teklebirhan | Octubre de 2010       | Octubre de 2015       | [ 4 ]       |
| Yalew Abate       | Octubre de 2015       | 6 de mayo de 2018     | [ 5 ] [ 6 ] |
| Keria Ibrahim     | 6 de mayo de 2018     | presente              | [ 7 ]       |